# Xã Lincoln, Quận Lawrence, Missouri
Xã Lincoln (tiếng Anh: Lincoln Township) là một xã thuộc quận Lawrence, tiểu bang Missouri, Hoa Kỳ. Năm 2010, dân số của xã này là 1.664 người.